# Protectora de la Infancia (métro de Santiago)
Protectora de la Infancia est une station de la Ligne 4 du métro de Santiago, dans le commune de Puente Alto.

## La station
La station est ouverte depuis 2005.

## Origine étymologique
Il doit son nom à la Sociedad Protectora de la Infancia, la charité qui est basée sur le côté ouest de la gare, avenue Concha y Toro, qui abrite deux écoles primaires (Josefina Ghana Johnson et Miguel Cruchaga Tocornal) , deux écoles secondaires (de l'école technique et l'école Industrial Las Nieves Las Nieves), 2 jardins d'enfants, 2 résidences et un programme de développement des compétences parentales.